# Новопрудье (Круглянский район)
Новопрудье (бел. Навапруддзе) — деревня в Круглянском сельсовете Круглянского района Могилёвской области Белоруссии. Название деревни, подобно многим другим белорусским топонимам, образовано от местной географической особенности (нового пруда) суффиксом -j(э).
Расположена в 1,5 км от автодороги Круглое-Толочин, в 17 км от железнодорожной станции Толочин. Находится  деревня на южном берегу реки Гнилка, притока реки Друть. Через деревню проходит дорога Н-10914. 
Ранее в деревне были школа, клуб, библиотека, магазин. В деревне на могиле Х. К. Зэликовой и пятерых её детей, сожжённых немецко-фашистскими карателями в 1942 г., была в 1967 г. установлена памятная стела. В деревне родился в 1956 г.  поэт Владимир Карпович Цишуров.